# Uwe Proske
Uwe Gerhard Proske (Löbau, 10 ottobre 1961) è un ex schermidore tedesco, vincitore di una medaglia d'oro nella scherma ai giochi olimpici.